# Wilhelm Holter
Iver Andreas Wilhelm Marinus Holter, född den 1 juni 1842 på Bragernes, död den 27 juli 1916 i Kristiania (nuvarande Oslo), var en norsk målare. Han var bror till Iver Holter. 
Då fadern, som var präst, hade förflyttats till Eker kom sonen in i Drammens latinskola, där Holter 1860 avlade studentexamen. Han slog in på den juridiska banan och avlade ämbetsexamen 1868. Holter var därefter under ett par år edsvuren fullmäktig hos sorenskriveren i Bamble och likaledes ett par år praktiserade han som sakförare i Kragerø. Våren 1873 lämnade han emellertid sin juridiska karriär och inträdde för en kortare tid som elev i Knud Bergsliens och Morten Müllers målarskola i Kristiania. Holter målade så på egen hand landskapsstudier och for hösten samma år med understöd av grosshandlaren i Drammen Jacob Borch till Karlsruhe för att utbilda sig till landskapsmålare under Hans Gudes vägledning. Efter ett par år övergav han emellertid landskapsmåleriet, som han senare endast tillfälligtvis odlade, och trädde 1875 över i Carl Gussows ateljé i Karlsruhe. Hösten samma år följde han Gussow till Berlin, dit denne hade mottagit en kallelse som professor vid akademin. Till sommaren 1878 arbetade Holter i Gussows ateljé vid Berlinakademin och förblev de följande åren i Berlin, där han hösten 1882 övertog ledningen av den nyupprättade målarklassen i Verein der Künstlerinnens skola. Från den positionen kallades han våren 1884 till lärare vid Königliche sächsische Kunstgewerbeschule i Leipzig, där han ledde undervisningen i antiksalen. Hösten samma år utnämndes Holter till direktör för Den kongelige tegneskole i Kristiania, ett ämbete som han tillträdde våren 1885. Han utställde första gången 1878 i Christiania Kunstforening och vid den akademiska konstutställningen i Berlin. Holter målade, utöver enstaka genrebilder, interiörer och stilleben, huvudsakligen porträtt, för det mesta i full storlek, och han vann med sin säkra teckning och grundligt genomarbetade form- och färgbehandling stort erkännande.